# Немертодерматиди
Неме́ртодермати́ди (Nemertodermatida) — клас двобічно-симетричних тварин, який належить до типу Ацеломорфи.

## Класифікація
Клас включає в себе 2 родини, 6 родів та 8 видів:
- Родина Ascopariidae
  - Рід Ascoparia
  - Рід Flagellophora
- Родина Nemertodermatidae
  - Рід Meara
  - Рід Nemertinoides
  - Рід Nemertoderma
  - Рід Sterreria